# Robert d'York
Robert d'York († après 1219) est un ecclesiastique anglais élu évêque d'Ely.

## Biographie
Il fut élu évêque d'Ely entre le 16 mars le 14 avril 1215,, mais son élection fut annulée entre le 9 juin 1218 et le 11 mai 1219 en raison de l'élection antérieure de Geoffrey de Burgh. En fait, le pape Honorius III a annulé les deux élections, de Robert et de Geoffrey, et ordonné une nouvelle élection, où les moines ont élu John de Fountains. Robert refuse d'accepter la décision du pape et s'enfuit en France où il se disait encore évêque élu en décembre 1219. 